# 中山福蔵
中山 福蔵（なかやま ふくぞう、1887年6月7日 - 1978年10月13日）は、日本の弁護士、政治家。衆議院議員（3期）を、参議院議員（3期）。

## 来歴・人物

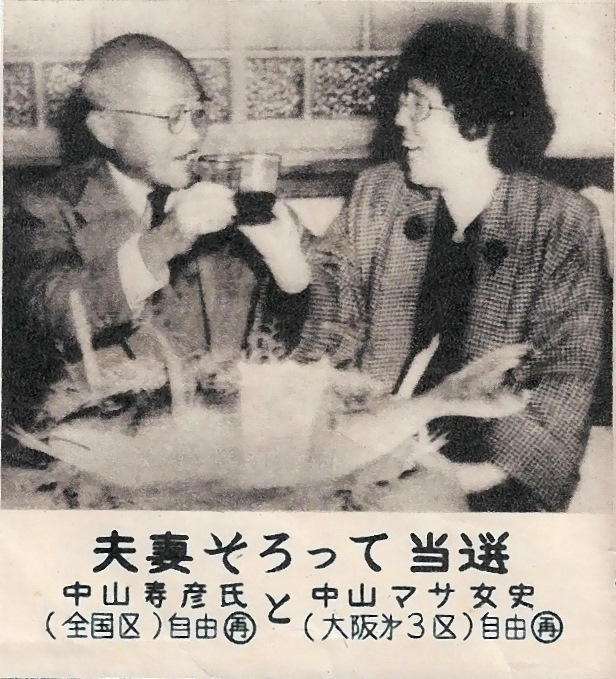
1953年4月に行われた第26回衆議院議員総選挙と第3回参議院議員通常選挙での互いの当選を祝う中山夫妻

熊本県玉名郡江田村出身。中山勝平の二男。7歳のときに父が亡くなり、母に連れられ鹿児島県の志布志に移る。
1903年志布志尋常高等小学校を卒業し、長崎県の鎮西学館（鎮西学院）入学。1905年鎮西学館より大阪府立富田林中学校 (旧制)2年に編入し、さらに1907年（明治40年）奈良県立郡山中学校 (旧制)へ転校。1908年に第七高等学校造士館へ入学し、1911年 7月に卒業。同年東京帝国大学法学部に入学し、1918年卒業。大学卒業後、東京で弁護士となるが、東大の同級生と法廷で争うことを避けて大阪に弁護士事務所を開き、大阪弁護士会所属で活動。1923年 、川尻正修（大隈重信の秘書官）の世話になった見合いで飯田マサと結婚、大阪市で新婚生活に入った。
1932年第18回衆議院議員総選挙に衆議院議員に初当選し（大阪府第4区）、以降第19回、第20回と3選。立憲民政党に所属。党内では町田忠治以下の主流派に属し、挙国一致内閣時代に入っても、政党政治が政治の基本であるという考えを持っていた。1940年に斎藤隆夫の「支那事変処理に関する質問演説」が政治問題化（反軍演説問題）した際には、斎藤の議員除名処分を回避するために奔走した。親交のあった永井柳太郎から大政翼賛会参加を幾度も勧誘されるが、固辞し続けた。第21回衆議院議員総選挙（翼賛選挙）では非推薦候補として出馬し、官憲による激しい選挙干渉を受けて落選した。戦後、1951年（昭和26年）5月16日の参議院大阪府選挙区補欠選挙で当選（緑風会所属）、第3回参議院議員通常選挙も緑風会で再選。自由党大阪支部長となり、保守合同で自由民主党に属す。改選をむかえた第5回参議院議員通常選挙では自由民主党公認で落選するが、第6回参議院議員通常選挙では同党で当選。次の改選には立候補せず政界から引退した。
1964年秋の叙勲で勲二等旭日重光章受章（勲四等からの昇叙）。
参院法務・建設各委員長、裁判官弾劾裁判所裁判長等を歴任した他、初代在大阪トルコ共和国名誉総領事、全日本薬業（連）会頭、（財）日本警察犬協会副会長、（社）日タイ協会・日本国連協力会各理事などを務めた。1975年春の叙勲で勲一等瑞宝章受章。1978年10月13日に死去。死没日をもって従三位に叙された。

## 著名な家族・親族
- 妻 中山マサ[4] - 衆議院議員）、閣僚（厚生大臣）
- 息子 中山太郎[4][5] - 医師、国会議員（衆議院、参議院）閣僚（外務大臣、総理府総務長官、沖縄開発庁長官）
- 息子 中山正暉[4][5] - 衆議院議員、閣僚（建設大臣、国土庁長官、総務庁長官、郵政大臣）
- 孫 中山泰秀[7] - 国会議員（衆議院）